# 1976 في البرازيل
فيما يلي قوائم الأحداث التي وقعت خلال عام 1976 في البرازيل.

## رياضة
- 25 يناير – جائزة البرازيل الكبرى 1976 الفائز نيكي لاودا.

## مواليد

### يناير
- 7 يناير – مارسيل بوردون لاعب كرة قدم برازيلي.[1][1]
- 8 يناير – أليكساندر بيريس مغني برازيلي.
- 13 يناير – ماغنو ألفيس لاعب كرة قدم برازيلي.[2]
- 15 يناير – رودريغو فابري لاعب كرة قدم برازيلي.[3]
- 27 يناير – ديديما سوزا ليما لاعب كرة قدم برازيلي.[4]
- 29 يناير – مارسيلو روزا دا سيلفا لاعب كرة قدم برازيلي.[5][5]

### فبراير
- 4 فبراير – الفريدو كوجيما
- 14 فبراير – كليبر روميرو لاعب كرة قدم برازيلي.[6]
- 17 فبراير – إدميلسون ألفيس لاعب كرة قدم برازيلي.[7]
- 24 فبراير – فرانسيسكو ماركوس فالنتين لاعب كرة قدم برازيلي.
- 29 فبراير – خوسيه ريجينالدو فيتال لاعب كرة قدم برازيلي.

### مارس
- 2 مارس – فرانكا لاعب كرة قدم برازيلي.[8]
- 7 مارس – ماركوس بونيفاسيو دا روشا لاعب كرة قدم برازيلي.[9]
- 7 يناير – مارسيل بوردون لاعب كرة قدم برازيلي.[1][1]
- 18 مارس – جوفانا أنتونيلي ممثلة برازيلية.[10]
- 23 مارس – ريكاردو زونتا سائق سيارة سباق برازيلي.
- 23 مارس – ماركينيوس لاعب كرة قدم برازيلي من مواليد 1976.[11]
- 29 يناير – مارسيلو روزا دا سيلفا لاعب كرة قدم برازيلي.[5][5]

### أبريل
- 4 أبريل – إيمرسون لاعب كرة قدم برازيلي.
- 11 أبريل – تشيكو لاعب كرة قدم برازيلي.[12]
- 12 أبريل – كليونيسو كارلوس دا سيلفا لاعب ومدرب كرة قدم برازيلي.[13]
- 20 أبريل – أليكس لاعب كرة قدم برازيلي.
- 25 أبريل – توليو روستوس سيكساس بينهيرو لاعب كرة قدم برازيلي.[14]
- 25 أبريل – جلبرتو لاعب كرة قدم برازيلي.

### مايو
- 7 مايو – كليبر ألكسندر غوميز لاعب كرة قدم برازيلي.
- 23 مايو – ريكاردينيو لاعب ومدرب كرة قدم برازيلي.[15]
- 23 مايو – سينيا لاعب كرة قدم برازيلي.[16]
- 29 مايو – كلاوديو كاسابا لاعب كرة قدم برازيلي.[17]

### يونيو
- 1 يونيو – أليكس دا روزا لاعب كرة قدم برازيلي.[18]
- 15 يونيو – خوسيه فابيو ألفيس أزيفيدو لاعب كرة قدم برازيلي.[19]
- 16 يونيو – ريكاردو سواريز فلورنسيو لاعب كرة قدم برازيلي.
- 20 يونيو – جوليانو بيليتي لاعب كرة قدم برازيلي.[20]
- 24 يونيو – ريكاردو ألكسندر دوس سانتوس لاعب كرة قدم برازيلي.[21]
- 25 يونيو – مورين ماغي منافِسة أوليمبية برازيلية.[22]
- 26 يونيو – إدواردو ماركيز لاعب كرة قدم برازيلي.[23]
- 27 يونيو – واغنر مورا ممثل برازيلي.[24]

### يوليو
- 10 يوليو – إدميلسون لاعب كرة قدم برازيلي.[25]
- 17 يوليو – ماركوس سينا لاعب كرة قدم برازيلي.[26]
- 24 يوليو – ألكسندر غولار لاعب كرة قدم برازيلي.[27]
- 24 يوليو – نيوتن سانتوس دي أوليفيرا لاعب كرة قدم برازيلي.[28]
- 25 يوليو – ماركوس أسونساو لاعب كرة قدم برازيلي.[29]

### أغسطس
- 12 أغسطس – أديمار دا سيلفا براغا جونيور لاعب كرة قدم برازيلي.
- 31 أغسطس – روكي جونيور لاعب كرة قدم برازيلي.[30]

### سبتمبر
- 4 سبتمبر – دنيلسون مارتينز ناسيمنتو لاعب كرة قدم برازيلي.[31]
- 5 سبتمبر – مارلون دي سوزا لوبيز لاعب كرة قدم برازيلي.[32]
- 6 سبتمبر – خوسيه بيدرو سانتوس لاعب كرة قدم برازيلي.[33]
- 6 سبتمبر – رودريغو أمارانتي
- 10 سبتمبر – غوستافو كويرتن لاعب كرة مضرب برازيلي.
- 22 سبتمبر – رجيس بيتبول لاعب كرة قدم برازيلي.
- 22 سبتمبر – رونالدو لاعب كرة قدم برازيلي.[34]

### أكتوبر
- 4 أكتوبر – كريستيانو رولاند لاعب كرة قدم برازيلي.
- 7 أكتوبر – جيلبرتو سيلفا لاعب كرة قدم برازيلي.[35]
- 15 أكتوبر – رودريغو لومباردي ممثل برازيلي.[36]
- 16 أكتوبر – فابيو دي جيسوس لاعب كرة قدم برازيلي.[37]
- 20 أكتوبر – فانيسا مينغا لاعبة كرة مضرب برازيلية.

### نوفمبر
- 6 نوفمبر – روبسون بونتي لاعب كرة قدم برازيلي.[38]
- 26 نوفمبر – كيلسون بينتو ملاكم برازيلي.

### ديسمبر
- 23 ديسمبر – جيبا
- 24 ديسمبر – كارلوس هينريكي رايموندو رودريغيز لاعب كرة قدم ياباني.
- 28 ديسمبر – سيلفا خوسيه رينالدو فيرنانديز لاعب كرة قدم برازيلي.

## وفيات

### أغسطس
- 22 أغسطس – جوسيلينو كوبيتشيك (مواليد 1902) رئيس برازيلي سابق.[39]

### سبتمبر
- 16 سبتمبر – بيرتا لوتز (مواليد 1894) عالمة برازيلية.

### ديسمبر
- 6 ديسمبر – جواو غولار (مواليد 1918)[40]